# Союз А
Союз A" (също наричан и „Союз 7К“) е съветски космически кораб, проектиран от Сергей Корольов около 1963 г. и предназначен за полет около Луната.

## Цели
Планът за окололунен полет предвиждал следното:
- Стартира Союз Б (известен и като „Союз 9К“) безпилотен в орбита около Земята на височина 225 км. Той ще е т.нар. „буксир“ за комплекса „Союз А, Б и В“;
- Стартира Союз В (известен и като „Союз 11К“) и се скачва със „Союз Б“. „Союз Б“ ще служи като резервоар на „Союз В“ със своите около 22 тона гориво.
- Накрая стартира и Союз А с тримата астронавти, които ще проведат окололунната мисия. Корабът се скачва със „Союз Б и В“ в ниска околоземна орбита и след това се прави окололунен пилотиран полет.

Комплексът „Союз А“, „Союз Б“, „Союз В“ е наречен Л1. „Союз В“ ще бъде оборудван с видеокамери и техника за събиране на данни и прави снимки на лунната повърхност по време на прелитането, които ще се извършват на разстояние между 1000 и 20 000 км от нея. Общото време на полета ще е между 7 и 8 дни. Спускаемият апарат се предвижда да се отдели от другите части накораба на височина между 120 и 150 км от Земята, влизайки в атмосферата със скорост от 11 км/s. След това се отваря парашута на капсулата на височина между 10 и 18 км. Общата маса на комплекса „Л1“ възлиза на около 23000 кг.
След смъртта на С. Корольов през 1966 г. проектът му не е включен в съветската космическа програма, а е дадено предимство на Союз 7К-Л1 на Владимир Челомей.

## Елементи на кораба
„Союз А“ се състои от следните части:
- битов отсек;
- спускаем апарат;
- приборно-агрегатен отсек;
- задвижващ модул;
- съединителен (преходен) модул).

Последният се предвиждало да бъде изхвърлен след скачването със със „Союз Б и В“ и преди стартирането на двигателите на „Союз Б“, за да се намали масата на комплекса.

## Подробности
- Екипаж: 3
- Възможност за полет: 30 дни
- Дължина: 7.4 m
- Максимален диаметър: 2,5 m
- Обитаема площ: 9 m3
- Маса: 5880 кг
- Тяга на основния двигател: 4,089 кН
- Гориво на основния двигател: азотна киселина и хидразин
- Маса на горивото на основния двигател: 830 кг
- Специфичен импулс на главния двигател: 282 s
- Delta V общо: 420 м / сек